# Massa di Somma
Massa di Somma – miejscowość i gmina we Włoszech, w regionie Kampania, w prowincji Neapol.
Według danych na rok 2004 gminę zamieszkiwały 5902 osoby, 1967,3 os./km².